# Karl von Buchrucker

Karl von Buchrucker

Johann Karl Christoph Wilhelm Buchrucker, ab 1890 Ritter von Buchrucker, (* 19. November 1827 in Kleinweisach; † 29. Januar 1899 in München) war ein lutherischer Geistlicher und Theologe, verwandt mit Bruno Ernst Buchrucker, einem deutschen Militär und Putschisten. Berühmt wurde Karl Buchrucker vor allem als Begründer der Inneren Mission in München.

## Leben
Geboren wurde Karl Buchrucker als Sohn eines Pfarrers und dessen Frau in Kleinweisach in Oberfranken. Er besuchte das Gymnasium in Erlangen, wo er als Schüler des Johann Christian Konrad von Hofmann studierte. Während seines Studiums wurde er in Erlangen im Winter-Semester 1846/47 Mitglied der Burschenschaft der Bubenreuther. Er wurde Hauslehrer in Schwabach, danach Privatvikar in Burgfarrnbach (Mittelfranken) und in dem jetzt hessischen Gersfeld. 1854 wurde er Pfarrer in Oberlaimbach (Mittelfranken), dann 1863 Pfarrer in Nördlingen und 1873 erster Pfarrer und Dekan in München.
Am 23. März 1884 wurde von ihm der Lokalausschuss der Inneren Mission ins Leben gerufen. 1885 fand die erste offizielle Mitgliederversammlung des Vereins für Innere Mission München statt. Im selben Jahr wurde Buchrucker zum Oberkonsistorialrat ernannt.

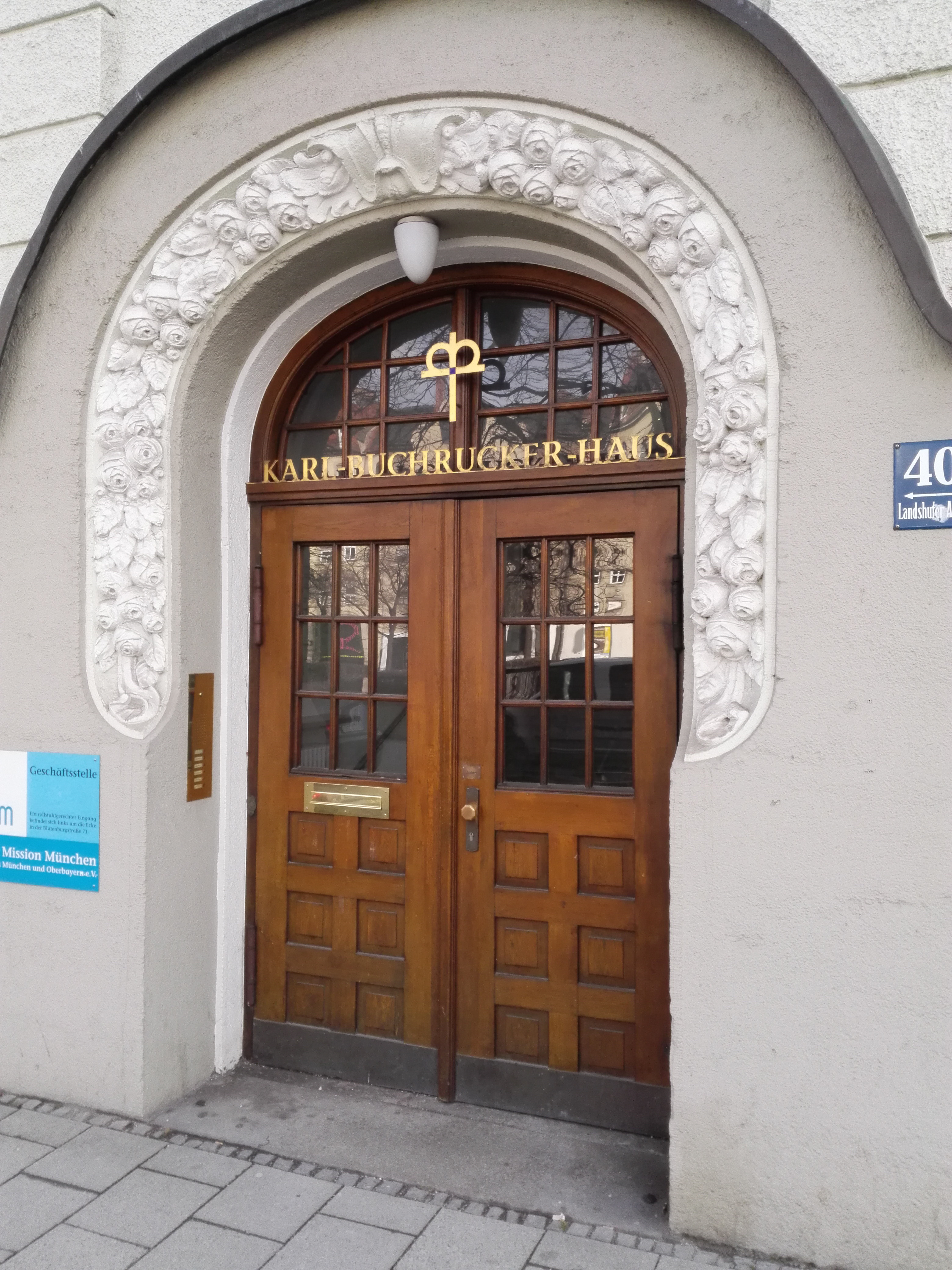
Karl-Buchrucker-Haus in der Landshuter Allee 40,
Geschäftsstelle der Inneren Mission München und Oberbayern

1890 verlieh ihm Prinzregent Luitpold von Bayern das Ritterkreuz des Verdienstordens der Bayerischen Krone, wodurch Buchrucker in den persönlichen Adelsstand erhoben wurde. 1897 erhielt er den Titel eines Königlichen geheimen Rates verliehen.
Karl Ritter von Buchrucker agierte als Religionslehrer, bekannt durch katechetische Werke, Organisationstalent und wichtige Integrationsfigur in der bayerischen Landeskirche. Es gelang ihm, die lokal begonnenen Werke verschiedener Traditionen und Konzeptionen innerhalb der Inneren Mission zu vereinigen, um „die Seelen vom Verderben zu erretten, so viele wir können.“
1899 war er Begründer der Neuen kirchlichen Zeitschrift und blieb Mitherausgeber bis zu seinem Tod am 29. Januar 1899 in München.
Die Innere Mission München verleiht ihm zu Ehren jährlich den Karl-Buchrucker-Preis.

## Werke
- Der christliche Religionsunterricht in der Volksschule:
  - I: Der biblische Geschichtsunterricht oder: Wie ist es zu der Gemeinschaft Gottes und der Menschheit gekommen?, 1859 (1899-3);
  - II: Der Katechismusunterricht oder: Welches ist das Christen Gemeinschaft mit Gott?, 1861 (1899-3);
  - III: Der Gesangbuchsunterricht oder: Wie übt die Kirche ihre Gemeinschaft mit Gott?, 1862 (1887-2);
- Die biblischen Geschichte, 1864 (1919–96);
- Dr. Martin Luthers kleiner Katechismus mit erklärenden Fragen und Antworten und erläuternden und beweisenden Sprüchen der Heiligen Schrift samt der Augsburger Konfession, 1867 (als »Revisionsvorschlag« ersch.; 1877 zum fakultativen Gebrauch amtlich zugelassen; 1898–67 von der Generalsynode als »Landeskatechismus« zum ausschließlichen Gebrauch in allen Volks- und Mittelschulen angenommen; 1919-129);
- Der Weg des Friedens, ein Beicht- und Kommunionbuch, 1865 (1876-3);
- Die Großtaten Gottes und unser Glaube (20 Predigten), 1883;
- Grundlinien der kirchlichen Katechetik, 1889;
- Der Schriftbeweis im Katechismusunterricht, 1893.
- Mitwirkung bei der Erklärten Deutschen Volksbibel in gemeinverständlicher Auslegung und Anwendung mit apologetischer Tendenz, hg. von Eduard Rupprecht, Hannover 1897, 3. Aufl. 1913.